# Parti du socialisme démocratique (Allemagne)
Pour les articles homonymes, voir Parti du socialisme démocratique et Parti de gauche.
Le Parti du socialisme démocratique (en allemand : Partei des Demokratischen Sozialismus, ou PDS) est un parti politique socialiste allemand. Il est directement issu du Parti socialiste unifié d'Allemagne (SED), principal parti de la République démocratique allemande (RDA) fondé le 21 avril 1946. Il est très présent dans l'est de l'Allemagne mais pratiquement inexistant à l'ouest au cours de son existence. En juillet 2005, en vue des élections fédérales de septembre 2005, il s'allie avec l'Alternative électorale travail et justice sociale (WASG) et prend le 17 juillet 2005 le nom de Die Linkspartei (le Parti de gauche). Il se dissout le 16 juin 2007 pour fonder avec la WASG un nouveau parti, Die Linke (la Gauche).

## Historique

### Formation
Le Parti du socialisme démocratique (PDS) procède au départ de plusieurs socialistes de l'Allemagne de l'Est et de quelques communistes de l'Allemagne de l'Ouest. Le 16 décembre 1989, le Parti socialiste unifié d'Allemagne (SED) change son nom en SED-PDS, puis est rebaptisé Parti du socialisme démocratique le 4 février 1990.
Dans les premières élections tenues en décembre 1990 dans l’Allemagne réunifiée, le PDS obtient 10 % des votes dans l'ancienne Allemagne de l'Est lui donnant 17 sièges au Bundestag. En octobre 1994, il obtient 4 mandats directs (tous à Berlin-Est), ce qui lui permet d'être représenté au parlement par 30 députés, bien que son score global sur toute l'Allemagne (4,4 %) soit en dessous du seuil des 5 % requis pour une représentation proportionnelle. En 1998, il parvient à 5,1 %, ce qui lui assure la présence de 36 députés.
En 2002, les résultats sont plus décevants, puisque avec un score (4,3 %) situé en deçà des 5 % et seulement deux députés élus directement (Petra Pau et Gesine Lötzsch), il ne peut former un groupe au Bundestag.
Le PDS participe aux coalitions avec le SPD dans le Land de Berlin. Il contrôle alors de nombreuses mairies dans les Länder de l'Est.
Le chef du parti est Lothar Bisky, qui succède à Gabi Zimmer en 2003. Gregor Gysi, qui a exercé cette fonction dans le passé, demeure l'un des dirigeants les plus influents du PDS.
Le PDS participe à la fondation du Parti de la gauche européenne (PGE).
Lors de l'élection de 2004 au Parlement européen, le PDS reçoit 6,1 % des votes et sept sièges, soit un siège de plus qu'au scrutin précédent. Subissant une baisse continue de ses effectifs (285 000 adhérents en 1990 et seulement 60 000 en 2006), il est très présent dans l'est de l'Allemagne mais pratiquement absent à l'ouest. Il s'oriente alors vers une stratégie électorale à l'échelle nationale en concluant des accords électoraux avec l'Alternative électorale travail et justice sociale (WASG), scission du Parti social-démocrate, en vue des élections fédérales de 2005.

### Alliance PDS-WASG

Logo du Parti de gauche.

En juillet 2005, le PDS et la WASG annoncent leur alliance pour les élections fédérales du 18 septembre 2005 et reçoivent le renfort d'Oskar Lafontaine qui quitte le SPD. Cependant, la loi allemande interdisant à deux partis de présenter des listes communes, seul le PDS présente des listes, listes « ouvertes » incluant des membres de la WASG. Pour symboliser la nouvelle relation, le PDS change son nom le 17 juillet 2005 en Die Linkspartei (le Parti de gauche) avec l'usage optionnel des lettres « PDS » laissé à la discrétion des fédérations régionales. Cette stratégie permet au parti d'atteindre 8,7 % et de regagner le statut de groupe parlementaire au Bundestag, devant l'Alliance 90 / Les Verts mais derrière le FDP en nombre de sièges.
Aux élections du Land de Brême le 13 mai 2007, le Linkspartei passe pour la première fois la barre des 5 % dans une élection régionale de l'ouest de l'Allemagne avec 8,4 % (+ 6,7 %), profitant de la défiance envers les deux partis de la coalition gouvernementale.
Le 16 juin 2007, le Linkspartei fusionne avec la WASG et forme le nouveau parti Die Linke (La Gauche). La fusion est approuvée par 96,9 % de ses membres, avec un taux de participation de 82,6 %.

## Présidents
- Gregor Gysi : 1989-1993
- Lothar Bisky : 1993-2000
- Gabriele Zimmer : 2000-2003
- Lothar Bisky : 2003-2007

## Résultats électoraux

### Élections législatives
| Année | Voix | %     | Mandats  | Rang | Tête(s) de liste                | Gouvernement |
| ----- | ---- | ----- | -------- | ---- | ------------------------------- | ------------ |
| 1990  |      | 2,4 % | 17 / 662 | 5e   | Gregor Gysi                     | Opposition   |
| 1994  |      | 4,4 % | 30 / 672 | 5e   | Gregor Gysi                     | Opposition   |
| 1998  |      | 5,1 % | 36 / 669 | 5e   | Gregor Gysi                     | Opposition   |
| 2002  |      | 4,0 % | 2 / 603  | 5e   | Gabriele Zimmer                 | Opposition   |
| 2005  |      | 8,7 % | 54 / 614 | 4e   | Gregor Gysi et Oskar Lafontaine | Opposition   |

1. ↑  Liste commune avec l'Alternative électorale travail et justice sociale

### Élections européennes
| Année | Voix | %     | Mandats | Rang | Groupe              |
| ----- | ---- | ----- | ------- | ---- | ------------------- |
| 1994  |      | 4,7 % | 0 / 99  | 4e   | Extra-parlementaire |
| 1999  |      | 5,8 % | 6 / 99  | 4e   | GUE/NGL             |
| 2004  |      | 6,1 % | 7 / 99  | 4e   | GUE/NGL             |

### Élections dans les Länder
- Membre de la coalition gouvernementale
- Dans l'opposition
- Extra-parlementaire

| Année | BW   | BY   | BE   | BB   | HB  | HH  | HE   | MV   | NI  | NW   | RP  | SA   | SN   | ST   | SH   | TH   |
| ----- | ---- | ---- | ---- | ---- | --- | --- | ---- | ---- | --- | ---- | --- | ---- | ---- | ---- | ---- | ---- |
| 1990  |      |      | 9,2  | 13,4 |     |     |      | 15,7 |     |      |     |      | 10,2 | 12,0 |      | 9,7  |
| 1991  | -    | -    | 9,2  | 13,4 | -   | -   |      | 15,7 |     |      |     |      | 10,2 | 12,0 |      | 9,7  |
| 1992  | -    | -    | 9,2  | 13,4 | -   | -   | -    | 15,7 | -   |      |     |      | 10,2 | 12,0 |      | 9,7  |
| 1993  | -    | -    | 9,2  | 13,4 | -   | -   | -    | 15,7 | -   |      |     |      | 10,2 | 12,0 |      | 9,7  |
| 1994  | -    | -    | 9,2  | -    | -   | -   | -    | 18,7 | -   | 22,7 | -   | -    | 16,5 | 19,9 | 16,6 |      |
| 1995  | 14,6 | -    | 2,4  | -    | -   | -   | -    | 18,7 | -   | 22,7 | -   | -    | 16,5 | 19,9 | 16,6 | -    |
| 1996  | 14,6 | -    | 2,4  | -    | -   | -   | -    | 18,7 | -   | 22,7 | -   | -    | 16,5 | 19,9 | 16,6 | -    |
| 1997  | 14,6 | 0,7  | 2,4  | -    | -   | -   | -    | 18,7 | -   | 22,7 | -   | -    | 16,5 | 19,9 | 16,6 | -    |
| 1998  | 14,6 | 0,7  | 2,4  | -    | -   | -   | -    | 18,7 | -   | 24,4 | 0,2 | -    | 16,5 | 19,6 | 16,6 | -    |
| 1999  | 17,7 | 0,7  | 23,3 | -    | 2,9 | -   | -    | -    | -   | 24,4 | 0,2 | 0,8  | 22,2 | 19,6 | 21,4 | -    |
| 2000  | 17,7 | 0,7  | 23,3 | -    | 2,9 | -   | -    | -    | 1,1 | 24,4 | 0,2 | 0,8  | 22,2 | 19,6 | 21,4 | 1,4  |
| 2001  | -    | 22,6 | 23,3 | -    | 2,9 | 0,4 | 0,1  | -    | 1,1 | 24,4 | 0,2 | 0,8  | 22,2 | 19,6 | 21,4 | 1,4  |
| 2002  | -    |      | 23,3 | -    | 2,9 | 0,4 | 0,1  | -    | 1,1 | 16,4 | 0,2 | 0,8  | 22,2 | 20,4 | 21,4 | 1,4  |
| 2003  | -    | -    | 23,3 | 1,7  | -   | 0,4 | 0,1  | 0,4  | 1,1 | 16,4 |     | 0,8  | 22,2 | 20,4 | 21,4 | 1,4  |
| 2004  | -    | -    | 28,0 | 1,7  | -   | -   | 0,1  | 0,4  | 1,1 | 16,4 | 2,3 | 23,6 | 26,1 | 20,4 |      | 1,4  |
| 2005  | -    | -    | 28,0 | 1,7  | -   | -   | 0,1  | 0,4  | 0,9 | 16,4 | 2,3 | 23,6 | 26,1 | 20,4 | 0,8  |      |
| 2006  | -    | -    | 28,0 | 1,7  | -   | -   | 13,4 | 0,4  | 0,9 | 16,8 | 2,3 | 23,6 | 26,1 | -    | 0,8  | 25,2 |
| 2007  | -    | -    | 28,0 | 8,4  | -   | -   | 13,4 | 0,4  | 0,9 | 16,8 | 2,3 | 23,6 | 26,1 | -    | 0,8  | 25,2 |